# پرندگان خشمگین جنگ ستارگان
پرندگان خشمگین جنگ ستارگان (به انگلیسی: Angry Birds Star Wars) یک بازی ویدئویی در سبک پازل است که توسط لوکاس‌آرت و در سال ۲۰۱۲ و در پلتفرم‌های پلی‌استیشن ۴، اکس‌باکس وان، ویندوز فون، اندروید، آی‌اواس، اکس‌باکس ۳۶۰، پلی‌استیشن ویتا، پلی‌استیشن ۳، و مایکروسافت ویندوز منتشر شده‌است.
از زمان انتشار تا اوت ۲۰۱۳، این بازی در مجموع بیش از ۱۰۰ میلیون بار دانلود شده بود .این بازی که در واقع اقتباسی از سری فیلم های جنگ ستارگان است در اوج دوران خود یعنی در اوایل سال ۲۰۱۴، پانزدهمین بازی برتر جهان از نظر تعداد دانلود بود.
این نسخه دارای چند فصل به نام های تاتوئین، ستاره مرگ ۱ ، هاف،‌ شهر کلوئد، ماه اندور، ستاره مرگ ۲، ماموریت های بوبا فت، آموزش های لوک و در نهایت ماموریت  bouns  است که فقط با کاراکترهای R2D2 و C3PO میتوان آن را انجام داد.
پرندگان خشمگین جنگ ستارگان ۲ (۲۰۱۳) ادامه‌ای بر این بازی است.